# 大宮競輪場
大宮競輪場（おおみやけいりんじょう）は、埼玉県さいたま市大宮区高鼻町四丁目にある競輪場。施設所有および主催は埼玉県。競技実施はJKA東日本地区本部関東支部。実況は東京電設工業で担当は主に西山栄一、佐藤聖、美甘伊織。

## 概要

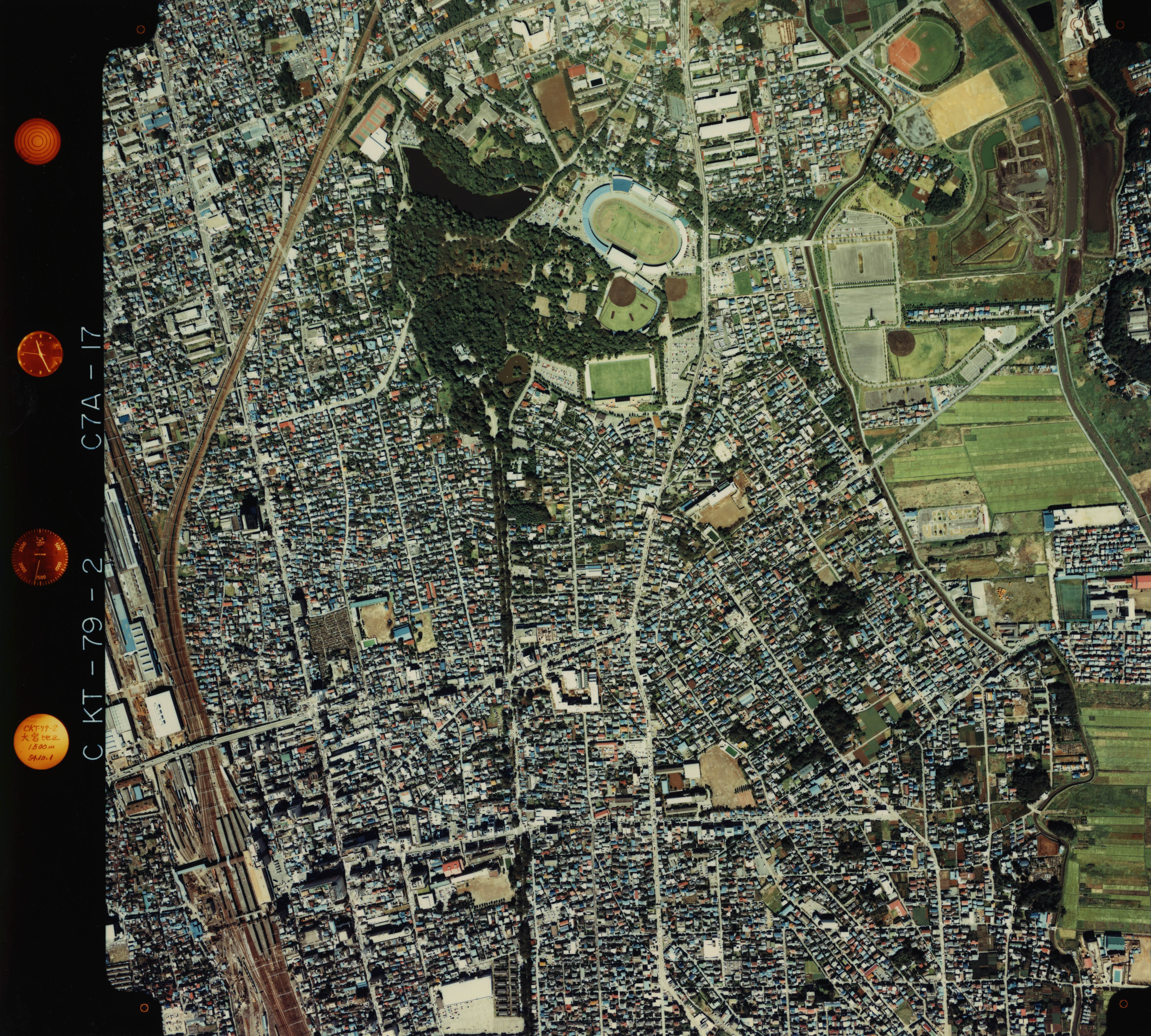
1979年頃の大宮公園。中央の森のバンク円形になっているのが大宮競輪場兼陸上競技場である

正式名称は大宮公園陸上競技場兼双輪場で、埼玉県営大宮公園内に所在している。双輪場としての開設は1939年4月だが、これは1940年に開催予定（中止）だった東京オリンピックの自転車競技（トラック競技）の会場として使用する事を想定されたために建設（しかし会場は芝浦埋立地に建設された）されたもので、初の競輪開催は1949年1月14日となった。
毎年の1月に開設記念（GIII） として、日本自転車振興会理事を務め「競輪の生みの親」と呼ばれた倉茂貞助の功績を称え『倉茂記念杯』が行われている。特別競輪（現在のGI相当）は1955年8月の全国都道府県選抜競輪（現在は廃止）以降、開催されていない。また同様にGIIの開催実績もないほか、多くの競輪場が実施しているナイター競走、ミッドナイト競輪はいずれも開催実績がない。 
枠番連勝複式および車番連勝単式制の導入は1999年4月5日から。重勝式投票方式「Kドリームス」は2010年8月25日より発売開始した。なお日本トーター包括場であるがGamboo BETターミナルは設定されていないため、重勝式の発売は対象のインターネット販売に限定される。
競輪トラックの内側には、400m全天候型陸上競技トラックが併設されている。双輪場として開設した翌年の1940年に完成したもので、日本陸上競技連盟第2種公認を得ていたが、1993年に陸上競技場としての登録が廃止された。その後レーンのラインは引かれておらず、陸上競技場として使用することはできない。かつては、大宮公園内にサッカー場が完成するまでサッカー会場としても使用されており、1956年には第36回天皇杯全日本サッカー選手権大会が開催されている。
2021年4月より、バンクの愛称を『大宮BigBank』（おおみやビッグバンク。略称は『大宮BB』）とする。バンク周長500mと大きいバンクであること、東日本の競輪発祥の地でもありビッグバンともかけている。
FI・FII開催におけるCS中継の制作は日本トーター。レース実況は東京電設工業で、記念競輪および一部のFI開催を西山栄一が、そのほかの開催は主に佐藤聖、美甘伊織が担当している。以前は綿貫弘や坂巻勇気が担当していた。

### 存続問題
2019年に最終案が公表された大宮公園の再整備プラン「大宮公園グランドデザイン」、またこれに基づく公園再整備の一環として埼玉県が2022年に策定した「大宮スーパー・ボールパーク構想」を踏まえ、2024年に県競輪事業検討委員会は双輪場のあり方について、
- 存廃について、現状の2場体制のメリットを最大限に生かすことが望ましい
- 現在地での再整備が合理的（ただし、大宮SBP基本計画次第で大宮第二公園への移転も候補になり得る）

などとする意見書を決定している。

## バンク特徴
関東地方では宇都宮と同じく1周500mバンク（改築前の千葉も1周500mバンクだった）。年配のファンからは「大宮競馬場」と形容される程に直走路が長く、追込選手に有利とされている。対して、先行選手は総じて不利とされる。
なお、形容される「大宮競馬場」は戦前に実在した競馬場である。場所は現在のステラタウンの位置である。

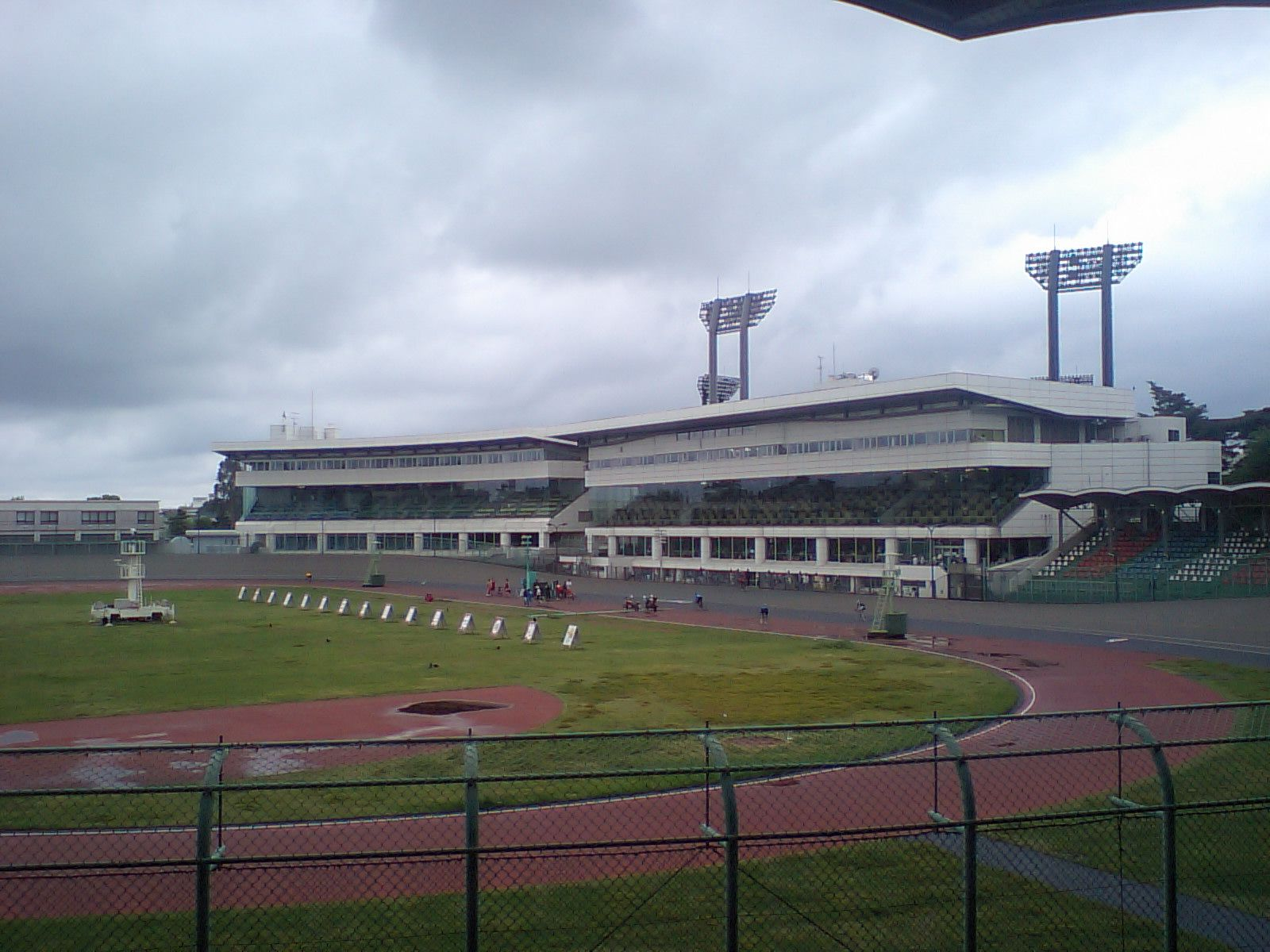
メインスタンドとトラック
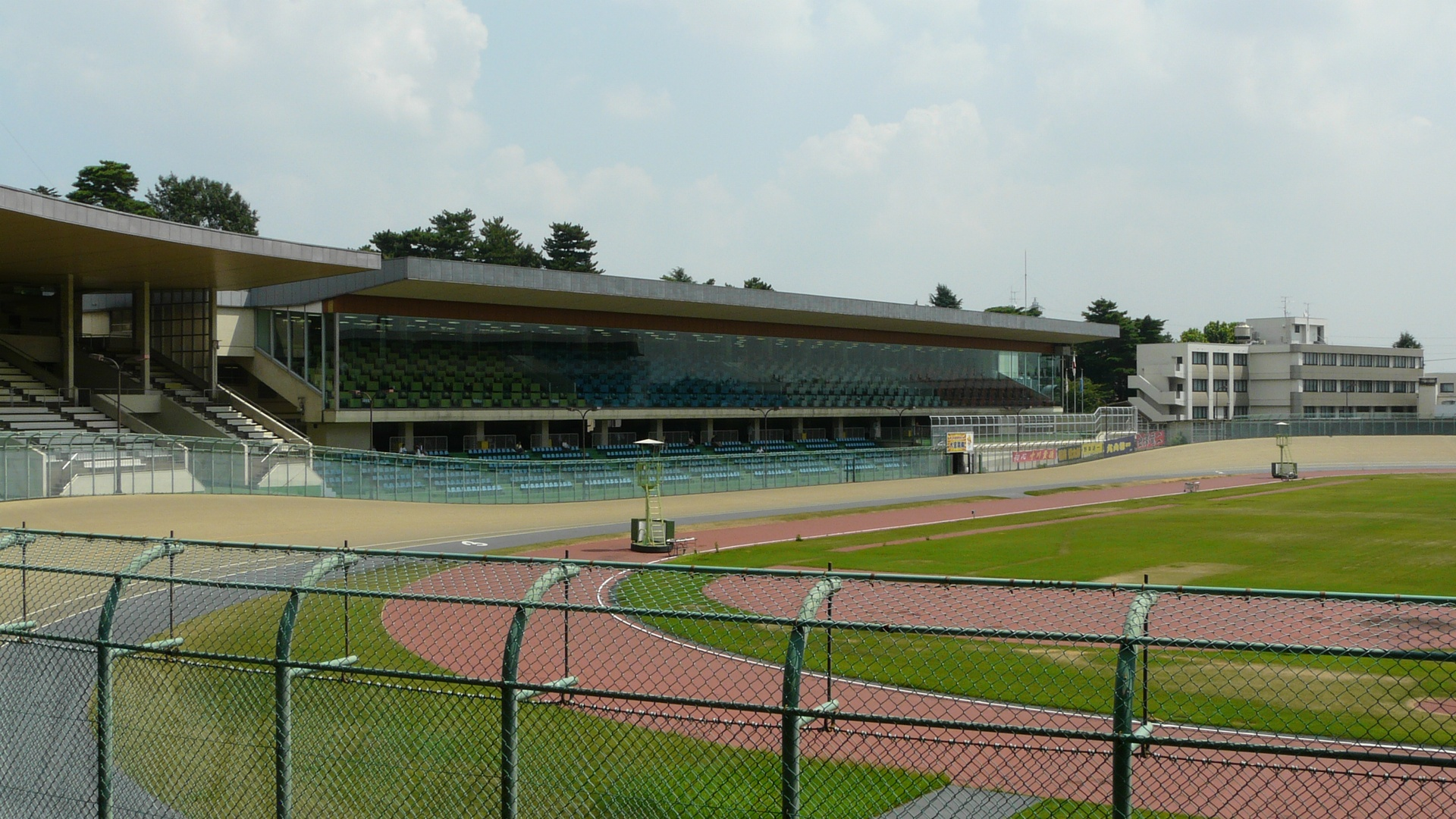
サブスタンド

## スタンド・施設
入場門は大宮公園内から直接入る4コーナー側の正門と、大宮公園駅側の3コーナー側の西門の2か所。東門は閉鎖された。
屋外観戦エリアは4コーナー～バックにかけて設置されており、これらのエリアにスタンド座席が設置されている。ホーム側は全天候型のメインスタンドとなっているが、スタート・ゴール周辺は陸上競技用の設備となっており屋外観戦は出来ない。
メインスタンド2階（観客席最下層）は無料利用できるスタンド。3階と4階は特別観覧席となっている。
2センター側スタンドから離れたところにもサービスセンター（投票所）があり、サービスセンター内にも有料指定席が設置されている。

## 周辺施設
- 大宮公園
  - 埼玉県営大宮公園野球場
  - さいたま市大宮公園サッカー場
- 氷川神社

## アクセス
- 東武野田線（東武アーバンパークライン）大宮公園駅下車。徒歩約5分。
- 東日本旅客鉄道（JR東日本）各線大宮駅西口高速2番のりば（エクセレント大宮ビル前）から無料送迎バスで約18 - 20分
  - かつては大宮駅東口11番のりば（「大宮門街〈旧「中央デパート」〉」前）から国際興業バスでの運行だった（2020年度以降は新型コロナウイルス対策で運転していなかった時期があった）。

## 場外車券売場
- サテライト花園寄居 - 埼玉県大里郡寄居町

## ホームバンクとする主な選手
- 平原康多[注 4]（引退）
- 太田真一
- 宿口陽一

## 歴代記念競輪優勝者
| 年     | 優勝者     | 登録地 |
| ------ | ---------- | ------ |
| 2003年 | 佐々木則幸 | 高知   |
| 2004年 | 太田真一   | 埼玉   |
| 2005年 | 後閑信一   | 群馬   |
| 2006年 | 山口富生   | 岐阜   |
| 2007年 | 手島慶介   | 群馬   |
| 2008年 | 平原康多   | 埼玉   |
| 2009年 | 矢口啓一郎 | 群馬   |
| 2010年 | 平原康多   | 埼玉   |
| 2011年 | 平原康多   | 埼玉   |
| 2012年 | 村上義弘   | 京都   |
| 2013年 | 平原康多   | 埼玉   |
| 2014年 | 神山拓弥   | 栃木   |
| 2015年 | 平原康多   | 埼玉   |
| 2016年 | 深谷知広   | 愛知   |
| 2017年 | 平原康多   | 埼玉   |
| 2018年 | 菅田壱道   | 宮城   |
| 2019年 | 神山拓弥   | 栃木   |
| 2020年 | 平原康多   | 埼玉   |
| 2021年 | 平原康多   | 埼玉   |
| 2022年 | 平原康多   | 埼玉   |
| 2023年 | 深谷知広   | 静岡   |
| 2024年 | 清水裕友   | 山口   |
| 2025年 | 佐々木悠葵 | 群馬   |
| 2026年 |            |        |
| 2027年 |            |        |

※1節4日間制開催となった、2002年4月以降の歴代記念競輪優勝者を列記。

### その他のG3
| 年     | 種別 | 開催名称           | 優勝者 | 登録地 |
| ------ | ---- | ------------------ | ------ | ------ |
| 2027年 | G3   | 施設整備等協賛競輪 |        |        |

## エピソード
- マスコットキャラは「昇竜くん」。竜がモデル（四聖獣のうち東を守るのが竜であるため[4]）。

公式サイト上では、2004年9月28日に登場が発表された。
同じ埼玉県にある西武園競輪場のマスコットキャラのさい☆ボーグと「埼玉ライン」を組んでいる。
- 東日本地区では初めて（全国では小倉競輪場・大阪住之江競輪場につぐ3場目）開設された競輪場である。このことから記念競輪では昔から東日本発祥○○周年記念の文字をメインとして冠していたが、現在は倉茂記念杯が創設されたことからサブタイトルとなっている。

- かつて運営していたさいたま市（合併前は浦和市、大宮市が主催）、川口市、熊谷市が主催していたが、各市とも撤退を表明。埼玉県では、西武園競輪場同様、2007年度より県単独の開催にし、運営についても当場のトータリゼータシステムを担当する日本トーターに民間委託された。

- 1951年2月14日、第4レースが終わった午後1時頃、降雪が激しくなった。選手側からの申し入れもあり、主催者側は走路不良を理由に中止を決定。来場者約1000人に対し、入場券の再発行と大宮駅までの無料バスを案内したが、来場者側は入場料の払い戻しと交通費300円の支給を求めて騒乱状態となった。主催者から連絡を受けた大宮市署（現・大宮警察署）、浦和市署（現・浦和警察署）員200名が来場者の退去を促し始めたが、来場者側は椅子の破壊や放火、警察署員への暴行に及ぶなどで抵抗。最終的に28人が逮捕された[14]。